# Baccaurea velutina
Baccaurea velutina là một loài thực vật có hoa trong họ Diệp hạ châu. Loài này được (Ridl.) Ridl. mô tả khoa học đầu tiên năm 1924.